# Dente lupus, cornu taurus petit
Dente lupus, cornu taurus petit è una locuzione latina coniata dal poeta romano Orazio nelle sue Satire (Il, 1, 52), il cui significato, nella traduzione in lingua italiana, è: "il lupo assale con i denti, il toro con le corna".
Il senso della frase è facilmente comprensibile: ciascuno si difende, oppure attacca gli altri, con i propri mezzi, usando le capacità e le armi fornitegli dalla natura.